# (300168) 2006 VA144
(300168) 2006 VA144 es un asteroide perteneciente al cinturón de asteroides descubierto el 15 de noviembre de 2006 por el equipo del Catalina Sky Survey desde el Catalina Sky Survey, Arizona, Estados Unidos.

## Designación y nombre
Designado provisionalmente como 2006 VA144.

## Características orbitales
2006 VA144 está situado a una distancia media del Sol de 3,026 ua, pudiendo alejarse hasta 3,720 ua y acercarse hasta 2,332 ua. Su excentricidad es 0,229 y la inclinación orbital 11,13 grados. Emplea 1923,15 días en completar una órbita alrededor del Sol.

## Características físicas
La magnitud absoluta de 2006 VA144 es 16. 